# Épisodes de Criminal Minds: Suspect Behavior
Cet article présente les treize épisodes de la série télévisée américaine Criminal Minds: Suspect Behavior.

## Généralités
La série a été lancée aux États-Unis, le 16 février 2011 sur le réseau américain CBS.
La diffusion francophone est prévue ainsi :
- En Belgique, la série est diffusée depuis le 7 octobre 2011 sur RTL-TVI[1].
- En France, depuis le 12 janvier 2012 sur M6[2].
- En Suisse, à partir du 10 février 2012 sur TSR1[3].
- Au Québec, elle est disponible sur le Club Illico à partir du jeudi, 27 juin 2024.

## Distribution de la série

### Acteurs principaux
- Forest Whitaker (VF : Emmanuel Jacomy) : chef de l’unité, Agent spécial Sam Cooper
- Matt Ryan (VF : Axel Kiener) : agent spécial Mick Rawson
- Michael Kelly (VF : Marc Saez) : agent spécial Jonathan Simms alias « Le Prophète »
- Beau Garrett (VF : Charlotte Marin) : agent spéciale Gina LaSalle
- Janeane Garofalo (VF : Sophie Riffont) : agent spéciale Beth Griffith
- Kirsten Vangsness (VF : Laëtitia Lefebvre) : Penelope Garcia, technicienne

### Acteurs récurrents
- Richard Schiff (VF : Philippe Bellay) : le directeur du FBI Jack Fickler
- Nick Chinlund (VF : Maurice Decoster) : Rawlins
- Cooper Huckabee (VF : Gabriel Le Doze) : Emory Boyd

### Invités
- Tyrees Allen (en) (VF : Benoît Allemane) : Inspecteur Richardson
- Noel Fisher (VF : Adrien Solis) : Jason Wheeler
- Jolie Jenkins (VF : Sybille Tureau) : Molly Weller
- Justine Bateman (VF : Anne Deleuze) : Margaret Mckenna
- Amanda Foreman (VF : Natacha Muller) : Susan

## Épisodes

### Épisode 1:Les deux font la paire
- États-Unis /  Canada : 16 février 2011 sur CBS / CTV
- Belgique : 7 octobre 2011 sur RTL-TVI[1]
- France : 12 janvier 2012 sur M6[2],[4]
- Suisse : 10 février 2012 sur TSR1[3]

- États-Unis : 13,06 millions de téléspectateurs[5] (première diffusion)
- Canada : 2,47 millions de téléspectateurs[6] (première diffusion)

- Richard Schiff (Jack Fickler)
- Raphael Sbarge (Davis Scofield)
- Adina Porter (Jeanette Rawlins)
- Jolie Jenkins (Molly Weller)
- William Francis McGuire (Detective Rockwell)
- Thomas Vincent Kelly (Drew Leland)
- Joe Ochman (Medical Examiner)
- Jade Pettyjohn (Samantha Weller)
- Charles Henry Wyson (Connor Weller)
- Christopher Michael (Det. Trussman)
- Mario Schugel (Tim Weller)
- China Anderson (Aisha Rawlins)
- Deb Sullivan (Recreation Center Worker)
- Marcus Brown (Dion Cross)
- Jack Axelrod (Janitor)

### Épisode 2:Cœurs solitaires
- États-Unis /  Canada : 23 février 2011 sur CBS / CTV
- Belgique : 14 octobre 2011 sur RTL-TVI[1]
- France : 12 janvier 2012 sur M6[4]
- Suisse : 10 février 2012 sur TSR1[3]

- États-Unis : 9,81 millions de téléspectateurs[7] (première diffusion)
- Canada : 1,879 million de téléspectateurs[8] (première diffusion)

- Bill Cobbs (Bishop Sanford)
- Jay Paulson (Marcus Lee Davison)
- Ginifer King (Rachel Lang)
- Diego Klattenhoff (Steve Hillman)
- Christopher Mur (Rich)
- John Mullen (Jason)
- Scott Lawrence (Detective Michael Stone)
- Sarah Aldrich (Maya Hazel)
- Cyd Strittmatter (Barbara)
- James Stellos (Concierge)
- Michelle Gardner (Medical Examiner)
- Sean C. Graham (Man)
- Barbara King (Woman)
- Brian Fitzpatrick (Guard #1)

### Épisode 3:Aveugle, Sourd et Muet
- États-Unis /  Canada : 2 mars 2011 sur CBS / CTV
- Belgique : 21 octobre 2011 sur RTL-TVI[1]
- France : 12 janvier 2012 sur M6[4]
- Suisse : 17 février 2012 sur TSR1[9]

- États-Unis : 10,36 millions de téléspectateurs[10] (première diffusion)
- Canada : 1,702 million de téléspectateurs[11] (première diffusion)

- Justine Bateman (Margaret)
- Karen Olivo (Det. Vivian Solis)
- Vince Duvall (Det. Turner)
- Kevin Brunner (Older man)
- Terri Hoyos (Medical Examiner)
- Kathe Mazur (Evelyn Lawford)
- Kirk B.R. Woller (Dr. Florio)
- Lauren Koslow (Allison Gilroy)
- Marc Singer (Kenneth Richards)
- Susan Leslie (Brenda Richards)
- Torri Higginson (Nurse Karen)
- Antoine Perry (Assistant)
- Jack Kennedy (Detective)
- Sharon Muthu (Reporter)

### Épisode 4:Tueur d’élite
- États-Unis /  Canada : 9 mars 2011 sur CBS / CTV
- Belgique : 28 octobre 2011 sur RTL-TVI[1]
- France : 19 janvier 2012 sur M6[4]
- Suisse : 17 février 2012 sur TSR1[9]

- États-Unis : 9,12 millions de téléspectateurs[12] (première diffusion)
- Canada : 1,811 million de téléspectateurs[13] (première diffusion)

- Noel Fisher (Jason Wheeler)
- Michelle C. Bonilla (Detective Nina Hernandez)
- Jessica Tuck (Amy Wheeler)
- Michelle Rene Thomas (Carol Langstrom)
- Tony Cicchetti (Businessman)
- Darius L. Dudley (Memorial Speaker)
- Victor Lopez (Morgue Worker)
- Eileen Fogarty (Woman)
- Franklin Dennis Jones (Man)
- Stephanie Ortiz (Delivery Girl)
- Jake Mervine (Architect)
- Nina Nayebi (Vendor's Wife)
- Rochelle Hogue (Businesswoman)

### Épisode 5:Course contre la montre
- États-Unis /  Canada : 16 mars 2011 sur CBS / CTV
- Belgique : 4 novembre 2011 sur RTL-TVI[1]
- France : 19 janvier 2012 sur M6[4]
- Suisse : 24 février 2012 sur TSR1[14]

- États-Unis : 10,33 millions de téléspectateurs[15] (première diffusion)
- Canada : 2,264 millions de téléspectateurs[16] (première diffusion)

- Richard Schiff (Jack Fickler)
- Gary Basaraba (William Meeks)
- John Posey (Principal Spurell)
- Ron Perkins (Reverend Sands)
- David Trice (Jim)
- Sam Ayers (Det. Sykes)
- Chris Sheffield (Shawn Meeks)
- Aaron Refvem (Paul Meeks)
- Lenora May (Rose Heyward)
- Rico McClinton (Cop)
- Michelle N. Carter (ER Nurse)
- Jack Axelrod (Janitor)
- Carr Thompson (David Henry)

### Épisode 6:Dévotion
- États-Unis /  Canada : 23 mars 2011 sur CBS / CTV
- Belgique : 11 novembre 2011 sur RTL-TVI[1]
- France : 19 janvier 2012 sur M6[4]
- Suisse : 24 février 2012 sur TSR1[14]

- États-Unis : 8,8 millions de téléspectateurs[17] (première diffusion)
- Canada : 1,607 million de téléspectateurs[18] (première diffusion)

- Lucas Behnken (Michael)
- Nathan Anderson (Kevin)
- Amanda Foreman (Susan)
- Shyloh Oostwald (Cindy)
- Annie Burgstede (Tami)
- Mirron E. Willis (Sgt. Potter)
- Joe Peracchio (Otis)
- Elmarie Wendel (Paula)
- Kevin West (Gary)
- David Aaron Baker (Grant Nichols)
- Jennifer Riker (Mrs. Nichols)
- Ava Allen (Erica Nichols)
- Adeye Sahran (Grant's assistant)

### Épisode 7:Jane
- États-Unis /  Canada : 30 mars 2011 sur CBS / CTV
- Belgique : 18 novembre 2011 sur RTL-TVI[1]
- France : 26 janvier 2012 sur M6[4]
- Suisse : 2 mars 2012 sur TSR1[19]

- États-Unis : 9,53 millions de téléspectateurs[20] (première diffusion)
- Canada : 1,727 million de téléspectateurs[21] (première diffusion)

- Joseph McKelheer (Unsub)
- David Marciano (Det. Brigman)
- Lisa Kay Jennings (Jane)
- Demetrius Grosse (Barry Vernon)
- Matt Gerald (Det. Craig)
- Jamie Renée Smith (Cindy)
- Sydelle Noel (Claire)
- Susan Angelo (Coroner)
- Jayson Blair (Mike)
- Tammy Dahlstrom (Trish)
- Joanna Sotomura (Lisa)
- Tad Coughenour (Man)
- Steven Luna (Todd Logan)
- Lois Atkins (Joy)
- Tereza Rizzardi (Mike's mom)

### Épisode 8:Tel fils, tel père
- États-Unis /  Canada : 6 avril 2011 sur CBS / CTV
- Belgique : 25 novembre 2011 sur RTL-TVI[1]
- France : 26 janvier 2012 sur M6[4]
- Suisse : 2 mars 2012 sur TSR1[19]

- États-Unis : 9,12 millions de téléspectateurs[22] (première diffusion)
- Canada : 1,482 million de téléspectateurs[23] (première diffusion)

- William Sanderson (Leonard Keane)
- Jason James Richter (Young man in glasses)
- Chris Marrs (Howard)
- Tyrees Allen (Detective Richardson)
- Dahlia Waingort (Ramirez/Medical)
- Horacio Galaviz (Jim)
- Jennifer Parsons (Valerie Harrison)
- Pamela Roylance (Miriam)
- Brad Blaisdell (Michael Nolan)
- Willow Hale (Elaine)
- Bob Goen (Interviewer)
- Brandon Sornberger (Patrick Birdwell)
- Alex Weed (Hank)
- Michael Monks (Mazzara)

### Épisode 9:Mère nourricière
- États-Unis /  Canada : 13 avril 2011 sur CBS / CTV
- Belgique : 2 décembre 2011 sur RTL-TVI[1]
- France : 26 janvier 2012 sur M6[4]
- Suisse : 9 mars 2012 sur TSR1[24]

- États-Unis : 9,96 millions de téléspectateurs[25] (première diffusion)
- Canada : 1,323 million de téléspectateurs[26] (première diffusion)

- Jennifer Ann Burton (Tanya Reston)
- Brendan Coughlin (Trevor Norris)
- Joel Polis (Police Chief Shelly)
- David Haydn-Jones (Kurt Reston)
- Will Shadley (Ben Reston)
- Joel Murray (Medical examiner)
- Kate Burton (Deirdre Norris)
- Annie H. Savage (Woman in park)
- Al Damji (Officer in park)
- Dylan Burns (8-year old boy)
- Annie Tedesco (Julie Camden)
- Peter Holden (CPS supervisor)
- Bonnie Dennison (Reagan)
- Brendan Brandt (Store employee)
- Tom Beyer (Searching man)
- Jordan St. Jean (Searching woman)

### Épisode 10:C'est le moment
- États-Unis /  Canada : 4 mai 2011 sur CBS / CTV
- Belgique : 9 décembre 2011 sur RTL-TVI[1]
- France : 2 février 2012 sur M6[4]
- Suisse : 9 mars 2012 sur TSR1[24]

- États-Unis : 8,83 millions de téléspectateurs[27] (première diffusion)
- Canada : 1,717 million de téléspectateurs[28] (première diffusion)

- Richard Schiff (Jack Fickler)
- Mariana Klaveno (Veronica Day)
- Eric Roberts (Andy Armus)
- Giancarlo Esposito (Gordon Ramirez)
- Raviv Ullman (Ben)
- Rebecca Tilney (Lisa Armus)
- Drew Osborne (Peter Lidge)
- H. Richard Greene (Leon Lampi)
- Jeryl Prescott Sales (Judge Nunes)
- Melissa Strom (Rachel Lidge)
- Izabela Vidovic (Young Rache)
- Joe Souza (Agent)
- Byron McIntyre (Bailiff)
- Angela Martinez (Correspondent)
- Marc Istook (Reporter)

### Épisode 11:L'Image du père
- États-Unis /  Canada : 11 mai 2011 sur CBS / CTV
- Belgique : 16 décembre 2011 sur RTL-TVI[1]
- France : 9 février 2012 sur M6[4]
- Suisse : 16 mars 2012 sur TSR1[29]

- États-Unis : 9,31 millions de téléspectateurs[30] (première diffusion)
- Canada : 1,649 million de téléspectateurs[31] (première diffusion)

- Richard Schiff (Jack Fickler)
- Bob Gunton (Marshall Phelps)
- Alina Bolshakova (Thalia)
- Marcella Lentz-Pope (Emma Phelps)
- Joel Bryant (Clark Page)
- Connie Jackson (Amy)
- Natalie Floyd (Lori Jackson)
- Michael Enright (Thomas Luca)
- Jason Huber (Public Defender)
- Jack Axelrod (Janitor)

### Épisode 12:La Peau de chagrin
- États-Unis /  Canada : 18 mai 2011 sur CBS / /A\
- Belgique : 23 décembre 2011 sur RTL-TVI[1]
- France : 2 février 2012 sur M6[4]
- Suisse : 16 mars 2012 sur TSR1[29]

- États-Unis : 8,46 millions de téléspectateurs[32] (première diffusion)

- JD Walsh (Kevin)
- Zoey Deutch (la fille au masque bleu/Kristy Anna)
- Billy Gallo (Master Sargeant Erik)
- Laura Spencer (Sophia)
- Owen Martin (Tom)
- Alain Uy (Medical examiner)
- Jason Connery (John Clayford)
- Eden Malyn (Cindy Shearin)
- Charline St. Charles (Surgical nurse)
- Chuck McCollum (Dr. Elderman)
- Christine Garver (Dawn)
- Cooper Huckabee (Emory Boyd)
- Jodi Carlisle (Helen Holton)
- Henderson Wade (Officer Dentler)

### Épisode 13:Une vie contre une autre
- États-Unis /  Canada : 25 mai 2011 sur CBS / CTV
- Belgique : 30 décembre 2011 sur RTL-TVI[1]
- France : 9 février 2012 sur M6[4]
- Suisse : 16 mars 2012 sur TSR1[29]

- États-Unis : 7,25 millions de téléspectateurs[33] (première diffusion)
- Canada : 1,153 million de téléspectateurs[34] (première diffusion)

- French Stewart (Stahl)
- Alan Symth (Dale Dixon)
- Noah Khyle (Noah)
- Michael Beach (Det. Sanderson)
- Elise Robertson (Markle Shooter)
- Assaf Cohen (Martin Malek)
- Layla Alizada (Carolyn Malek)
- Luca Emerson (Max)
- Nick Chinlund (Rawlins)
- Ellen Geer (Mary Ellen Stahl)
- Chuck Liddell (Martinez)

- Cet épisode se termine par un cliffhanger.
- Erratum : Bien que ses deux rôles soient distincts et n'aient aucun lien entre eux, Nick Chinlund a également joué un autre personnage dans le dix-septième épisode de la deuxième saison d’Esprits Criminels (qui se déroule pourtant dans le même univers que sa série dérivée).